# Leslie (Missouri)
Leslie è un villaggio degli Stati Uniti d'America, situato nello Stato del Missouri, nella contea di Franklin.